# Narcismus

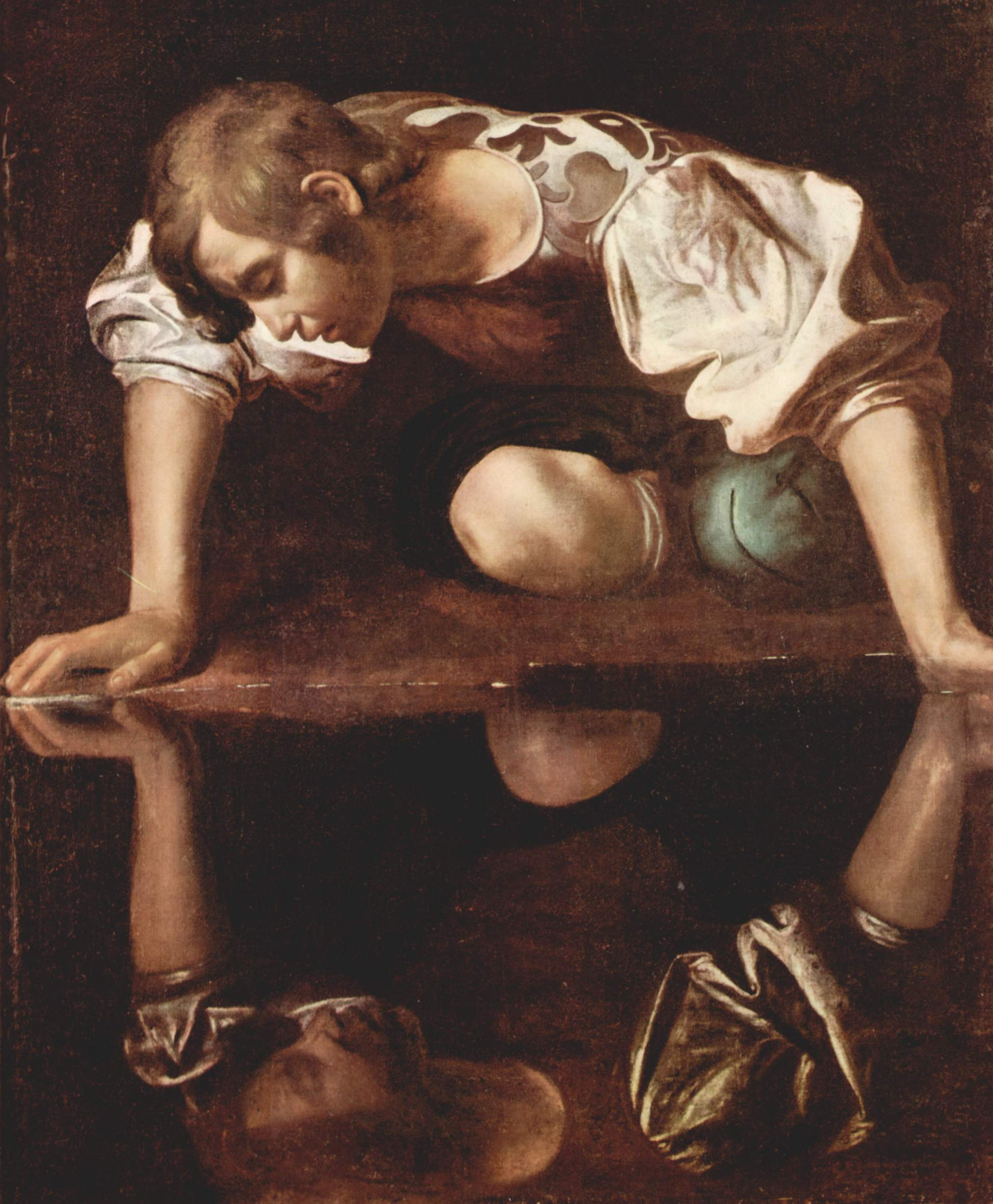
M. Caravaggio: Narcissus (1596, Řím)

Narcismus nebo také narcisismus charakterizuje v běžné řeči člověka s přehnaným obdivem k sobě samému, často s arogantním vystupováním (neplést s asertivním vystupováním) a nedostatkem pochopení pro druhé, které chápe jen jako nástroje pro vlastní cíle. V patologickém kontextu se jedná o narcistickou poruchu osobnosti (anglicky narcissistic personality disorder (NPD)), tj. jev, kterým se zabývá jak klinická psychologie, tak psychiatrie. Narcismus se dá léčit psychologickou terapií, v krajních případech je někdy nutná i hospitalizace postiženého.
Lidé trpící narcismem, anebo lidé s narcistickými sklony, si zvláštnost svého chování často neuvědomují, vnímají je jako „sobě vlastní“ zvnitřněné představy o sobě, které ovšem neodpovídají jejich opravdovému vrozenému vnitřnímu já.
Lidé s narcistickou poruchou se chovají velmi zvláštně a sami balancují mezi dvojím chováním (toto balancování se označuje také jako „narcistní nerovnováha“). Někteří se chovají jako perfektní, nejlepší a nepřekonatelní. Mají velké sebevědomí. Někteří se zase chovají velmi nejistě, cítí se, jako by byli k ničemu a jako úplné nuly. Odtud plyne také rozdělení narcistické poruchy na dva polární typy: přehnaně sebevědomý polární typ a nesebevědomý polární typ.
Jedinci trpící touto poruchou jsou většinou nešťastní a nespokojení lidé, kteří pořádně nedokážou vnímat ani sami sebe. Odtud plyne, že se obtížně porovnávají s druhými – buď se vidí "nad někým" (jsem lepší než on) nebo "pod někým" (jsem horší než on) a odtud odvozují další představy o druhých ve smyslu „buď je někdo se mnou, nebo proti mně“ (pro narcistu neexistuje nic mezi tím), mají problém s viděním sebe i druhého jako rovnocenných partnerů. Mají sklony idealizovat, nebo naopak devalvovat a ponižovat druhé lidi kolem sebe a v okolí tím, koho vnímají jako lepšího, nad sebou anebo i proti sobě, se cítí být neustále ohroženi, a tím, koho vnímají jako horšího, pod sebou nebo s nimi vnímají často jako sobě podřadnou nulu, která nikdy nemůže dosáhnout jejich vlastní velkoleposti a která se jim proto musí vždy ve všem podřídit, jinak bude narcist/k/ou bez milosti odvržena.
Protože pořádně neznají ani sebe, ani druhé takové, jací v jádru doopravdy jsou, často tzv. krouží jen kolem sebe a do svých plánů většinou nezahrnují žádné další osoby, a když, tak zpravidla jen krátkodobě, a to do té doby, než si vyjasní, zda je jich druhý hoden, nebo ne.
V poslední době[kdy?] se velmi spekuluje o tom, zda může být narcismus brán jako životní styl. Životní styl a psychická porucha osobnosti se navzájem nevylučují. Ale lidé, kteří jsou prostě jen egocentričtí, povyšují se nad ostatními a chovají se asertivně (tj. ne arogantně), dokážou odhadnout jakousi hranici. Pokud by ji překročili, budou tím trpět nejen oni sami, ale hlavně lidé v jejich okolí. Lidé, kteří mají diagnostikovanou narcistickou poruchu, si svoje chování neuvědomují, takovou hranici nevidí a nejsou ji schopni ani najít.
Lehká míra narcismu je přirozená všem lidem a také zdravá; pokud ale nepřekročí únosnou mez. Pak se jedná o poruchu osobnosti.
Narcistická porucha osobnosti se řadí mezi tzv. rané vývojové poruchy osobnosti, tedy k těm, které vznikají v útlém dětství. Příčina vzniku poruchy není dodnes zcela známa. Předpokládá se, že příčina vzniku problému je v rodině. Její vznik je přisuzován hlavně dvěma životním okolnostem:
- Dítě bylo přehnaně středem pozornosti: Pokud je dítě neustále středem přehnané pozornosti a je chváleno a přechvalováno, jedinec si v sobě vytvoří nadřazenost nad ostatními a vytvoří si v sobě jakousi iluzi, že je nejlepší a nejhodnější. Děti svým rodičům věří, když jim říkají, že jsou nejlepší a nejhodnější. Takové dítě pak předpokládá, že ho takového bude brát i kolektiv a lidé v jeho okolí. Takoví jedinci pak na sebemenší chybu nebo kritiku reagují hystericky, vidí v ní osobní motivy a spiknutí. Problém je v tom, že děti pak obtížně navazují kontakty a vztahy a v tom horším případě to nepovažují ani za potřebné.
- Dítěti se pozornosti, lásky a citů absolutně nedostávalo: Narcismus se paradoxně může vyvinout i tím, že je jedinec v dětství deptán, ponižován a dostává se mu málo lásky a pozornosti. Dítě si pak vytvoří jakýsi svůj vlastní svět, svou nutnou ulitu, ve které se považuje za dokonalého a všichni kolem něj mu chtějí jen ublížit. Bezohlednost a představa, že si jedinec vystačí sám, jsou typickými znaky pro takto nemocné lidi. Jedinec si vytvoří obranu proti světu a nedokáže si připustit, že ho může mít někdo rád nebo milovat. Nemusí přitom jít vůbec o zanedbání péče rodiči, ale jen o nenaplnění představ dítěte o podobě péče.

Léčbou může být psychoterapie či psychoanalýza, pro regulaci doprovodných psychických problémů a poruch též farmakoterapie. Terapeut pacientovi ukazuje iluze, které si o sobě vytvořil, postupně mu buduje odolnost ke kritice a učí ho sebeironii. Narcisové ale jen ve výjimečných případech vyhledávají odbornou pomoc. Málokdy přesvědčíte člověka, že celý jeho život a dětství se ubíral špatným směrem. Pokud by však narcista chtěl opravdu radikálně změnit svoje chování a svoji osobnost, mohlo by to mít v některých případech i negativní dopad v podobě vzniku dalších psychických poruch.

## Původ
Název pochází z řecké báje, podle níž krásný mladík Narkissos (Narcissus) odmítl lásku nymfy Echo a její sestry ho proklely. Zamiloval se do své vlastní krásy a prohlížel si ji ve studánce, až do ní spadl a utopil se. Bohové ho pak proměnili v květinu (narcis). Klasické zpracování této báje pochází od latinského básníka Ovidia (43 př. n. l. – 17/18 n. l.) ve sbírce Proměny (Metamorfózy).

### Charakteristika
Velký lékařský slovník definuje narcismus jako přehnanou sebelásku. Narcistická porucha osobnosti se dle něj projevuje přehnanými představami jedince o vlastní důležitosti a privilegovanosti, a to i bez ohledu na skutečné výsledky jednání. Častým projevem je i nabubřelé čili arogantní chování a nedostatek empatie.
Lidé trpící narcistickou poruchou osobnosti se primárně snaží svému okolí dát najevo svou nadřazenost a myšlenou dokonalost. Daný jedinec věnuje sobě více pozornosti než světu, a to pak má negativní dopad na jeho vztahy a život. K tomu využívají falešných citů či manipulativní přetvářky. Hlavním tématem jejich hovorů jsou oni sami a jejich údajně přínosné činnosti. I na pozitivní konstruktivní kritiku reagují lhostejností nebo hněvem (časté jsou kombinace s následujícími poruchami osobnosti:
- emočně nestabilní osobnost, podtyp explozivní
- a/nebo histrionská porucha osobnosti).

Téměř ve všech vztazích vyžadují bezmezný obdiv (nejčastěji od partnera anebo partnerky), přičemž o jeho/její po/city se však nestarají. Nemají dostatek empatie.
Je však pro ně těžké mezilidské vztahy vůbec navodit. Běžně jsou tito lidé uzavřeni citům. Ačkoliv vyhledávají kontakt s opačným pohlavím, často se bojí závazků, kvůli možnosti zklamání či selhání. V započatém vztahu však milují bezpodmínečně, problémem je, že si nepřipouští, že by mohl partner milovat i je, protože to ze své dětské zkušenosti považují za nemožné. Přesto právě oni potřebují cítit, že jsou milováni. Myslí si, že toho nejlépe dosáhnou právě skrze své výsledky, které z toho důvodu nadnášejí. Stejně dětsky naivní jsou též v očekávání, že úspěch nebo patřičné výsledky se "jakýmsi spadnutím z nebe" k nim dostaví samy, protože si to zkrátka zaslouží, aniž by se o to nějak významněji přičinili nebo zasloužili vlastním úsilím. Jejich dětská naivita se projevuje též v rámci tzv. narcistického snění o "ideální (dokonalé a bezchybné) lásce" nebo "ideálním (dokonalém a bezchybném) světě", "ideálním (dokonalém a bezchybném) člověku nebo partnerovi", "ideální (bezchybné a dokonalé, ve skutečnosti však často pouze povrchní a vnější) kráse" (narcisté často nadměrně dbají o svůj zevnějšek na úkor rozvoje svých vnitřních kvalit) apod. Z této naivní představy pak někteří z nich odvozují nutnost být přehnaně perfekcionističtí a neomylní za každou cenu, aby vysněného (nicméně nerealistického) ideálu bylo jednoho dne nakonec dosaženo. Sami sebe pak v úsilí o dosažení tohoto nerealistického ideálu vnímají též jako dokonalé, pro okolí se však stávají vyžadováním přehnaného perfekcionismu i u druhých a za každou cenu až nesnesitelnými. Pokud ovšem u narcisty propukne deprese, dochází k druhému extrému, kdy o svůj zevnějšek i to, jak působí na okolí, dotyčný vůbec nedbá (např. se nemyje, nedbá o čistotu svého ošacení, neuklízí, nejí nebo se naopak přejídá, utíká k alkoholu, drogám nebo jiným návykovým látkám a závislostem, vyhýbá se škole nebo práci apod.). Narcisté většinou vyhledávají odbornou psychologickou nebo psychiatrickou pomoc až kvůli možným doprovodným projevům narcismu, jako jsou poruchy příjmu potravy, těžká deprese nebo jiné poruchy, do té doby jim (a často i jejich okolí) jejich chování nepřipadá zvláštní natolik, aby kvůli němu samotnému tuto pomoc vyhledali.

### Diagnóza
Americká příručka pro diagnózu duševních chorob DSM určuje narcismus devíti příznaky, přičemž skutečná porucha nastává, pokud je splněno aspoň pět z nich:
1. Přeceňuje vlastní důležitost, schopnosti a úspěchy a vyžaduje, aby je tak hodnotili i ostatní.
2. Ve fantazii se zabývá nekonečnými vlastními úspěchy, mocí, krásou a podobně.
3. Je přesvědčen o vlastní výjimečnosti a jedinečnosti, takže jen výjimeční lidé ho mohou pochopit a jen s takovými se může stýkat.
4. Vyžaduje nepřiměřený obdiv ostatních.
5. Nárokuje si výjimečné zacházení nebo automatické plnění svých přání a představ.
6. Využívá druhých jen k dosahování vlastních cílů.
7. Není schopen rozeznat potřeby a (po)city druhých.
8. Často závidí a bývá přesvědčen, že druzí závidí jemu.
9. Chová se nabubřele čili arogantně a přezíravě.[3]

## Psychologie
V psychologii znamená strukturální poruchu osobnosti, při níž člověk přehnaně oceňuje sám sebe a stejné hodnocení vyžaduje i od svého okolí, které se snaží ovládat a využívat, závidí druhým jejich úspěchy a podobně. Podobně jako u hraniční poruchy osobnosti se jedná o preoidipální vývojovou poruchu, která vzniká zejména vlivem frustrujících zážitků dítěte ve vztahu mezi dítětem a matkou (nebo jinou primární vztahovou osobou). Vzniká tedy v době, kdy se dítě (poruchou postižený jedinec) ještě nachází v symbolickém světě matky a zatím neudělalo (nebo za nepřítomnosti otce nebo jiné podobné vztahové osoby ani nemohlo udělat) krůček do symbolického světa otce (tedy triadického vztahu). Ten by se za příznivých okolností mohl rozvinout ve prospěch dítěte a rozvoje jeho pravého potenciálu a v neprospěch přehnaného, nerealistického nebo jinak pokřiveného očekávání matky nerespektující pravé já dítěte a specifika jeho normálního zdravého vývoje. Protože důležitým úkolem otcovské postavy v triadickém vztahu je nastavování hranic dítěti, projevuje se u člověka trpícího narcismem mimo nedostatečně rozvinutého pravého já v pozdějším životě také nedostatečně rozvinutá schopnost nastavovat si a udržovat hranice vůči vnějšímu světu a v extrémním případě u jedince propukne hraniční porucha osobnosti.
Pokud v této vývojové fázi selže i otcovská postava, lze nepříznivý vývoj případně dále vyrovnávat a kompenzovat alespoň příznivým působením a podporou pravého potenciálu a zdravého vývoje a rozvoje jedince ze strany širší rodiny, kolektivu přátel, učitelů a vychovatelů, terapeutů, partnera, známých, kolegů, nadřízených nebo jiných důležitých osob v životě jedince až do jeho smrti. Případně co nejsou schopny vykompenzovat přímo přítomné vztahové osoby v životě jedince, lze kompenzovat vlastním úsilím o seberozvoj nebo tvořivostí, popř. biblioterapií, muzikoterapií, arteterapií apod.
Podle Jana Poněšického tato porucha může z vývojově-psychologického hlediska propuknout vlivem následujících 3 faktorů:
- časnými masivními frustracemi, které mají za následek neustálou úzkost i hlad ve vztahu, což poznamenává i další psychosexuální vývoj
- zhýčkáním, které vede též k ustrnutí a závislosti na přízni okolí a k nevytvoření aktivních schopností se o druhého ucházet, resp. snést odmítnutí
- zanedbáním, jež má podobné následky, tedy nevytvoření aktivních diferencovaných a efektivních jáských struktur ve vztazích, zvláště jsou-li komplikované či konfliktní. Nevytvoří se též dostatečně diferencovaný obraz sama sebe i druhého, což je natolik nutné k orientaci mezi lidmi i k zastávání vlastního stanoviska. Došlo k vývojové poruše mezilidského dialogu a fixaci na rané, dyadické úrovni, ve které jde pouze o pocit jistoty, přijetí a pohody na úkor vývojových impulzů zvědavosti, po individuaci či úspěchu, jak to vídáme u normálních i neurotických osobností.[6]

Typickými projevy této poruchy pozorovatelnými zvenčí jsou z hlediska chování postiženého jedince zejména vměšování (o němž jsou hluboce přesvědčeni, že je zcela oprávněné, že mají zkrátka právo nepatřičně zasahovat do životů druhých a dávat jim neustálé rady, co mají se svým životem nebo v té které situaci udělat, aniž by je k tomu někdo vyzval), přivlastňování (ve vztazích se to může projevit tak, že druhé lidi vnímají spíše jako svůj majetek a podle toho s nimi zacházejí než jako svébytné a svobody hodné osobnosti, případně si přivlastňují některé vlastnosti, výsledky nebo věci druhých, které by také chtěli mít, případně vlastnosti, výsledky, věci apod. druhých přisuzují třetím osobám, u kterých by chtěli, aby je měli také), všudypřítomná manipulace a podceňování nebo naopak nekritická idealizace sebe nebo druhých, dále egoismus, individualismus a povrchnost.
V chování se projevuje též soutěživost a rivalita namísto spolupráce. Narcisté nejsou schopni poučit se z chyb (pokud v něčem selžou, neberou to jako osobní chybné posouzení výchozí situace a učinění chybných kroků k vytyčenému cíli z jejich strany, ale jako souhru nepříznivých vnějších okolností, které jim uspět znemožnily, ačkoliv oni přece "vše" udělali správně. Protože nevidí chyby u sebe, v další situaci opět chybně zvolený postup zopakují a jsou překvapeni, že tentokrát to opět nevyšlo tak, jak předpokládali. Myslí si, že jejich vnímání světa a jeho zákonitostí je správné, i když třeba popírá základní všeobecně ověřené přírodní zákony a logiku jako např. představa Adolfa Hitlera v díle Mein Kampf, že zlo ze světa (zejména žido-bolševismus) je nutné vymýtit ještě větším a mocnějším zlem v podobě nacismu, aby tím bylo nakonec dosaženo dobra, případně, že ke světovému pacifismu lze dospět jedině prostřednictvím války, vítězství panské rasy a podrobení si ostatních ras. Méně sebevědomé typy se při kolektivním selhání často sebeobětují a staví se do pozice obětního beránka, aby tak zachránili svého sebevědomého vůdce před zodpovědností za chyby (případně je do této role vtlačuje sám vůdce a svaluje na ně své vlastní chyby a odpovědnost za selhání). Dále nejsou schopni dlouhodobě plánovat (proto často v myšlenkách "utíkají" do minulosti, místo aby smysluplně a konstruktivně plánovali budoucnost) a špatně hospodaří s penězi. Ve vztazích bývají revoluční a protispolečenští – druhý je pro ně jen jakýmsi stupínkem na cestě k jejich osobnímu úspěchu, který je třeba nejprve využít a pak potopit (případně odstranit z cesty). Očekávají, že se jejich okolí bude přizpůsobovat jim a jejich přáním a představám (vidí se jako střed světa), místo aby se oni přizpůsobovali společnosti a smysluplně se do ní postupně začlenili podobně jako vyrůstající děti.
V komunikaci osoby s narcismem (a obecně osoby s poruchou osobnosti) často používají podmiňovací způsob a sloveso "muset" (v psychiatrické hantýrce "bychy" a musy"). Dalším komunikačním projevem osob s narcistickou i poruchou osobnosti obecně je tvrzení, po kterém následuje tvrzení, které je v rozporu z tvrzením původním (narcisté i osoby s jinou poruchou osobnosti často používají spojku "ale" namísto "a"). Často mluví především o sobě a svých úspěších a v rozhovoru se příliš nebo vůbec nezajímají o druhé, leda že by to jim samotným přineslo nějaký prospěch. Vedou spíše monology než dialogy. Tón jejich řeči je většinou monotónní a/nebo rigidní.
Vnitřně trpí silnými pocity osamělosti a prázdnoty. Často zažívají také pocit jakoby "tíhy celého světa" na svém těle a pocity napětí.

### Sigmund Freud
Psychologie Sigmunda Freuda rozlišila dvojí význam pojmu narcismus:
- Primární narcismus jako normální stádium dětského vývoje, dokud dítě nezačne rozlišovat mezi sebou a svým okolím a všechno samozřejmě vztahuje samo k sobě. Primární narcismus není klinická diagnóza, ale spíše výkladový pojem.
- Sekundární narcismus je naproti tomu vážná porucha osobnosti, často způsobená vnitřními pochybnostmi o sobě, které pak pacient kompenzuje přehnaně sebevědomým a arogantním vystupováním, přehnanými nároky a touhou po veřejném úspěchu a moci. Podle Ericha Fromma je opakem skutečné lásky, kterou pacient nemůže pochopit.

### Transakční analýza
Podle transakční analýzy v podání amerického psychiatra Thomase A. Harrise narcisté i osoby s poruchou osobnosti obecně balancují mezi pozicemi "já jsem OK, ty nejsi OK" (vnímání sebe jako nadřazeného) nebo "já nejsem OK, ty jsi OK" (vnímaní sebe jako podřadného) a sami nejsou schopni dospět k vývojovém kroku "já jsem OK, ty jsi OK" (vnímání sebe i druhého jako sobě rovných, ačkoliv je každý jiný). Alespoň částečně napravit pozici "já jsem OK, ty nejsi OK" nebo "já nejsem OK, ty jsi OK" je pak úkolem psychoterapie, pokud ji postižený nebo jeho okolí vyhledá, nebo terapie svépomocí, případně podporou okolí. Zatímco pozice "já jsem OK, ty nejsi OK" a "já nejsem OK, ty jsi OK" jsou podle Harrise nevědomé, jsou založeny na emocích nebo dojmech a nejsou upraveny pomocí vnějších informací, pozice "já jsem OK, ty jsi OK" je založena na myšlence, víře a odvaze k činům a je výsledkem vědomého verbálního rozhodnutí, může zahrnovat nejen znatelně větší množství informací o člověku a jeho okolí, ale také dosud neuskutečněné alternativy, které existují v abstraktních myšlenkách náboženství a filosofie. Zdravě se vyvíjející dítě k pozici "já jsem OK, ty jsi OK" (tedy reciprokému mezilidskému vztahu) podle Harrise dospívá po 3. roce věku. Zatímco pozice "já nejsem OK, ty jsi OK" nebo "já jsem OK, ty nejsi OK" mají co do činění s "proč", pozice "já jsem OK, ty jsi OK" s "proč ne?" Nastupuje tedy, když naše chápání OK není vázáno pouze na naši osobní zkušenost, protože ji můžeme přetransformovat do abstrakce mající smysl pro všechny lidi. Úkolem psychoterapie nebo podpory okolí vůči osobám, které dospěly pouze do pozice "já nejsem OK, ty jsi OK" nebo "já jsem OK, ty nejsi OK" je opakovaně je vystavovat situacím, ve kterých si mohou dokázat, že mají cenu samy pro sebe i pro ostatní (aby měly přiměřený pocit sebehodnoty a zažívali pocity kompetence) i bez vyvyšování se nad nebo podřazování se pod ostatní a potřeby neustálého potvrzování své hodnoty od okolí. Další pozice, ke které dítě může během prvních 3 let vývoje dospět a kterou si může zafixovat až do dospělosti, je pozice "já nejsem OK, ty nejsi OK", typická pro autismus. Zatímco pozice "já jsem OK, ty nejsi OK" může v extrémních případech vést až ke zničení objektu (např. ve formě vraždy (včetně vraždy a vyvražďování masového jako např. za holocaustu nebo při pronásledování křesťanů) nebo rituální oběti v podobě obětního beránka), pozice "já nejsem OK, ty jsi OK" ke zničení sebe (např. ve formě sebepoškozování nebo sebevraždy), pozice "já nejsem OK, ty nejsi OK" ke zničení sebe i objektu (např. ve formě hromadné sebevraždy, jak se to stává např. u různých sekt), pozice "já jsem OK, ty jsi OK" vede ke vzájemné spolupráci subjektu a objektu a ke konstruktivní (už ne destruktivní) hře mezi subjektem a objektem.
Houbová, Praško, Preiss a Herman rozlišují podle výše uvedených extrémních projevů narcismu dva polární typy narcistické poruchy osobnosti:
- ostražitý typ (tenkokožec) (podle Harrise typ "já nejsem OK, ty jsi OK", podle Raphaela M. Bonelliho typ "perfekcionista"[14] – „poraženecký typ“, má malé sebevědomí, vidí a hledá chyby hlavně u sebe, v teorii nacismu tomuto typu zhruba odpovídá typ "Podčlověk", orig. "Untermensch", v komunistické ideologii zhruba typ "Vykořisťovaný", v sociologické teorii pána a raba zhruba typ "rab" nebo "poddaný", případně typ "otrok" ve vztahu otrok-otrokář (viz dále v kapitole Narcismus a sociologie))
  - je vysoce senzitivní vůči reakcím druhých
  - je inhibován, stydlivý a často nenápadný
  - věnuje více pozornosti okolí než sobě
  - vyhýbá se pozornosti druhých
  - pozorně naslouchá a hledá náznaky kritiky a opovržení od druhých
  - snadno zranitelný, náchylný k pocitům studu a ponížení

U tohoto typu je podle kognitivně-behaviorálního modelu narcistické poruchy patrné jádrové přesvědčení o sobě "Jsem méně než druzí" a jádrové přesvědčení o druhých lidech "Druzí jsou lepší".
- netečný typ (tlustokožec) (podle Harrise typ "já jsem OK, ty nejsi OK", podle Raphaela M. Bonelliho typ "narcista"[14] – „typ vítěze“, případně „zneuznaného génia“ či „samozvaného proroka nebo mesiáše“, má velké sebevědomí, vidí a hledá chyby hlavně u druhých), v teorii nacismu tomuto typu zhruba odpovídá typ "Nadčlověk", orig. "Übermensch", v komunistické ideologii zhruba typ "Vykořisťovatel", v teorii pána a raba zhruba typ "pán", případně typ "otrokář" ve vztahu otrok-otrokář (viz dále v kapitole Narcismus a sociologie))
  - není si vědom reakcí druhých
  - je arogantní a agresivní
  - je zaujat sám sebou
  - potřebuje být středem pozornosti
  - má „vysílač“, nikoliv však „přijímač.“
  - je velmi odolný vůči zranění od ostatních[16]

U tohoto typu je podle kognitivně-behaviorálního modelu narcistické poruchy patrné jádrové přesvědčení o sobě "Jsem více než druzí" a jádrové přesvědčení o druhých lidech "Druzí jsou horší". Od tohoto přesvědčení si narcista odvozuje předpoklady jako "Jsem výjimečný, lepší než druzí, běžná pravidla pro mě neplatí", "Když se mnou druzí zacházejí normálně, znamená to, že si o mně myslí, že jsem horší", "Druzí musejí uspokojovat moje potřeby", "Druzí nemají právo mě kritizovat", "Jsem originál, a protože jsem něco lepšího, mám nárok na zvláštní zacházení a privilegia".
Oba polární typy mají nedostatečně rozvinuté strategie týkající se zvládání afektů, reciprocity, sdílení, empatie, uvědomování si vlastních kognicí a identifikace se skupinou (u sebevědomého typu se to projevuje tak, že se snaží za každou cenu vyčnívat nad skupinou, u méně sebevědomého typu se to projevuje např. jako schovávání se za skupinu, bojí se vystupovat sám za sebe, ustupuje druhým). Mezi nadměrně rozvinuté strategie u narcistických osob patří sebezdůrazňování, soutěživost a přecitlivělost. Narcisté nejčastěji zaměřují svou pozornost na porovnávání se s druhými a (možnou) kritiku od okolí. Mezi jejich nejčastější způsoby zpracování informací patří nekritické přeceňování sebe (hlavně u typu tlustokožec) a projektivní identifikace. Mezi jejich typické projevy v chování patří soutěživost a vyžadování zvláštního zacházení (např. si myslí, že jsou oprávněni dělat jen to, co je baví nebo co dělat chtějí, a ostatní povinnosti, tedy ty, které je nebaví nebo je dělat nechtějí, zanedbávat, případně očekávat a vyžadovat, že je někdo udělá za ně).

### Narcistické obrany
Termínem narcistické obrany (srov. též obecnější pojem obranné mechanismy) jsou označovány charakteristické procesy, jejichž prostřednictvím jsou ve vědomí narcistů udržovány idealizované aspekty já zatímco veškerá omezení já jsou potlačována. Narcistické obrany jsou obvykle velmi rigidní a totalistické. Často jsou poháněny vědomými nebo nevědomými pocity studu a viny. Mezi vzorce chování narcisů patří gaslighting, což je psychická manipulace, pomocí které se narcis snaží přesvědčit druhé o svém zveličeném a idealizovaném sebeobrazu.

### Příčiny vzniku a léčba
Lehká míra narcismu je přirozená u všech lidí a také zdravá; pokud překročí únosnou mez, jedná se o poruchu osobnosti. Příčinou poruchy může být opakované selhání v dětství, kdy si poté jedinec vytvoří zidealizovanou představu o vlastním Já. Tito lidé jsou poté neschopni sebeironie, tj. dělat si legraci sami ze sebe.
Narcistická porucha osobnosti se řadí mezi tzv. rané vývojové poruchy osobnosti, tedy k těm, které vznikají v útlém dětství. Příčina vzniku poruchy není dodnes zcela známa. Ví se jen, že vzniká v útlém dětství a příčina vzniku problému je v rodině. Pokud je dítě neustále chváleno a přechvalováno, jedinec si v sobě vytvoří nadřazenost nad ostatními a vytvoří si v sobě jakousi iluzi, že je nejlepší a nejhodnější. Děti svým rodičům věří, když jim říkají, že jsou nejlepší a nejhodnější. Takové dítě pak předpokládá, že ho takového bude brát i kolektiv a lidé v jeho okolí. Takoví jedinci pak na sebemenší chybu nebo kritiku reagují hystericky, vidí v ní osobní motivy a spiknutí. Problém je v tom, že děti pak obtížně navazují kontakty a vztahy a v tom horším případě to nepovažují ani za potřebné.
Narcismus se paradoxně může vyvinout i tím, že je jedinec v dětství deptán, ponižován a dostává se mu málo lásky a pozornosti. Dítě si pak vytvoří jakýsi svůj vlastní svět, ve kterém se považuje za dokonalého a všichni kolem něj mu chtějí jen ublížit. Bezohlednost a představa, že si jedinec vystačí sám, jsou typickými znaky pro takto nemocné lidi. Jedinec si vytvoří obranu proti světu a nedokáže si připustit, že ho může mít někdo rád nebo milovat. Nemusí přitom jít vůbec o zanedbání péče rodiči, ale jen o nenaplnění představ dítěte o podobě péče. Častěji tato porucha potkává chlapce.
Léčbou může být psychoterapie či psychoanalýza, pro regulaci doprovodných psychických problémů a poruch též farmakoterapie. Terapeut pacientovi ukazuje iluze, které si o sobě vytvořil, postupně mu buduje odolnost ke kritice a učí ho sebeironii. Navíc narcisové jen ve výjimečných případech vyhledávají lékaře. Málokdy přesvědčíte člověka, že celý jeho život a dětství se ubíral špatným směrem. Pokud by však narcista chtěl opravdu radikálně změnit svoje chování a svoji osobnost, mohlo by to mít naopak i negativní dopad v podobě vzniku dalších, ještě závažnějších psychických poruch.

## Narcismus a sociologie
V sociologické teorii rozdělení narcistických osobností na dva polární typy zhruba odpovídá společenský vztah označovaný jako dialektika pána a raba. Jako vzorec pro výklad individuálního sebevědomí, intersubjektivity a nejpůvodnějšího společenského vztahu, který použil Georg Wilhelm Friedrich Hegel ve svém díle "Fenomenologie ducha" (Phänomenologie des Geistes, 1809). Ještě ne lidští tvorové se střetnou v boji o uznání vlastní svrchovanosti a důstojnosti, které sami druhým odpírají (podle J.G. Fichta je uznáním konstituována intersubjektivita). Střet, který je založen na procitnutí antropogenních tvorů k lidské úrovni života, vrcholí v boji na život a na smrt, v němž jedno individuum setrvá na svém požadavku navzdory nebezpečí ztráty života, zatímco druhé se vzdá. Tak vznikne vztah pána a raba, který nedovoluje, aby se lidé navrátili k živočišné úrovni života. Z hlediska smyslu celého procesu jde však o ne zcela naplněné sebevědomí na obou stranách. Pán, který pohrdl životem a nutí nyní raba k práci pro uspokojení vlastních potřeb, představuje heroicko-parazitní sebevědomí, rab, který se v okamžiku smrtelné úzkosti vzdal, avšak dospěl duchovně rovněž k lidskému sebevědomí, představuje sebevědomí pracovní a produktivní. Zatímco panské sebevědomí není schopno dalšího vývoje, je rab tvůrcem materiálních statků i nositelem vnitřního lidského vývoje: učí se kázni (což je vyšší lidská hodnota než pánovo jednorázové pohrdnutí životem), nabývá zkušenost o samostatnosti vnějších věcí, ale i o možnosti jejich utváření, a posléze dochází k přesvědčení, že určujícím principem světa je ideální princip, který spatřuje ve vůli pána. Druhou složkou jeho sebevědomí je ovšem uspokojení z vlastního díla, takže jeho sebevědomí je rozporné („nešťastné sebevědomí“). Posléze dochází k tomu, že vztah „pán – rab“ se obrací, protože pán se stane více závislým na rabovi než rab na pánovi. Proto dochází nutně k zrovnoprávnění raba. (tj. v Harrisově terminologii vytvoření reciprokého vztahu "já jsem OK, ty jsi OK", ve kterém se původní pán a původní rab již nenadřazují ani nepodřazují či nepodřizují, ale spolupracují a tvoří, tj. jsou oba vítězové původně konfliktní situace, nedělí se již na vítěze a poražené).
V rovnoprávném vztahu "já jsem OK, ty jsi OK" lze podle koncepce panství Maxe Webera nastolit panství legální namísto primitivnějších panství charismatického (spočívá ve víře v mimořádné kvality a nevšední vlastnosti vůdce, rozsah vůdcovi libovůle je takřka neomezený, tudíž je tento typ panství značně labilní), nebo panství tradičního (je založeno na osobních vztazích mezi vládcem, jeho správním aparátem a ovládanými, je silně konzervativní, rozsah libovůle vládců zůstává značný, vládce zasahuje do života poddaných, sloužících i členů široké domácnosti, pánova libovůle znemožňuje těm, kdo by chtěli podnikat, dlouhodobou kalkulaci, hospodářství v tomto typu panství stagnuje, i když ojediněle je možný závratný vzestup úspěšného spekulanta či dobrodruha). Panství legální naproti tomu spočívá na víře v platnost neosobních zákonů. Tyto zákony se vztahují stejně tak na držitele moci, jako na její objekty. Poslušnost se týká právních norem, nikoli osob, které právo vykonávají.
Osou tohoto panství je byrokracie, která plní vůči státu podobné funkce, jaké plnili patrimoniální úředníci vůči svému pánovi. Byrokracie spravující stát podle neosobních předpisů ukončuje libovůli tradičních panovníků. Podnikatelé v tomto typu panství mohou svoji činnost racionálně kalkulovat ze znalostí všech platných norem a předpisů. Byrokracie demokratizuje společnost, neboť zaručuje všem rovnost před správními rozhodnutími, anuluje privilegia a odbourává lokální zvláštnosti. Hrozí ovšem, že se samotná byrokracie může změnit v další privilegovanou kastu uzurpující nová práva stavovského typu (čímž se společnost vrátí opět do stavu rozdělení na privilegované "pány" (v teorii nacismu též jako panská rasa) a neprivilegované "raby")..
Pro skupiny nebo společnosti orientované narcisticky je typická konformita, uniformita (např. stejnokroje) a poslušnost jednotlivců nebo mas vůči svým vládcům namísto diverzity, originality a vzájemné diskuse a domluvy.